# Aage Fønss
Pour les articles homonymes, voir Fønss.
Aage Fønss (1887–1976) est un acteur et chanteur d'opéra danois.

## Biographie
Il est le frère cadet de l'acteur Olaf Fønss et du chanteur d'opéra Johannes Fønss (da).

## Filmographie sélective
- 1910 : Elverhøj de Gunnar Helsengreen (da)
- 1910 : En Helt fra 64 de Gunnar Helsengreen
- 1910 : Valdemar Sejr de Gunnar Helsengreen
- 1910 : Greven af Luxemburg de Gunnar Helsengreen
- 1910 : I Bondefangerkløer de Johannes Pedersen
- 1910 : Kapergasten d'Alfred Cohn (da)
- 1910 : Ansigttyven I de Gunnar Helsengreen
- 1910 : Ansigttyven II de Gunnar Helsengreen
- 1910 : Ambrosius de Gunnar Helsengreen
- 1910 : Provinskomtessen
- 1912 : Kærlighed og venskab de Eduard Schnedler-Sørensen (da)
- 1913 : Holger Danske d'Eduard Schnedler-Sørensen
- 1913 : Gæstespillet d'Eduard Schnedler-Sørensen
- 1913 : Chatollets Hemmelighed de Hjalmar Davidsen (da)
- 1913 : Broder mod Broder de Robert Dinesen
- 1915 : Der Pfad der Sünde Robert Reinert
- 1916 : Das Haus der Leidenschaften de Robert Reinert
- 1919 : Grevindens ære d'August Blom
- 1920 : Kærlighedsvalsen d'A. W. Sandberg
- 1920 : Via Crucis d'A. W. Sandberg
- 1921 : Vor fælles Ven d'A. W. Sandberg
- 1922 : Frie fugle d'Emanuel Gregers (en)
- 1923 : Madsalune d'Emanuel Gregers
- 1923 : En nat i København d'Eduard Schnedler-Sørensen
- 1923 : Paa slaget 12 d'A.W. Sandberg
- 1923 : Den sidste dans d'A.W. Sandberg
- 1924 : En kæreste for meget de Johannes Meyer
- 1924 : Min ven privatdetektiven d'A.W. Sandberg
- 1936 : Panserbasse de Lau Lauritzen
- 1937 : Mille, Marie og mig d'Emanuel Gregers
- 1938 : Balletten danser de Svend Gade
- 1939 : Komtessen paa Steenholt d'Emanuel Gregers
- 1940 : En pige med pep d'Emanuel Gregers
- 1941 : En mand af betydning d'Emanuel Gregers
- 1941 : Peter Andersen de Svend Methling (en)
- 1942 : Forellen d'Emanuel Gregers
- 1944 : Besættelse de Bodil Ipsen
- 1944 : To som elsker hinanden de Charles Tharnæs (da)
- 1946 : Oktoberroser de Charles Tharnæs
- 1949 : Kampen mod uretten d'Ole Palsbo
- 1949 : For frihed og ret de Svend Methling
- 1949 : Thorkild Roose de Torben Anton Svendsen
- 1950 : Historien om Hjortholm d'Asbjørn Andersen
- 1950 : Café Paradis de Bodil Ipsen et Lau Lauritzen
- 1952 : Man burde ta' sig af det d'Ole Palsbo
- 1961 : Harry et son valet (Harry og kammertjeneren) de Bent Christensen
- 1964 : Paradis retur de Gabriel Axel
- 1968 : Le Joujou chéri (Det kære legetøj) de Gabriel Axel
- 1969 : Romulus den store de Hans-Henrik Krause (en)